# Pyracantha crenulata
Pyracantha crenulata es una especie de arbusto perteneciente a la familia de las rosáceas. Es originaria de Asia, donde es cultivada como planta ornamental.

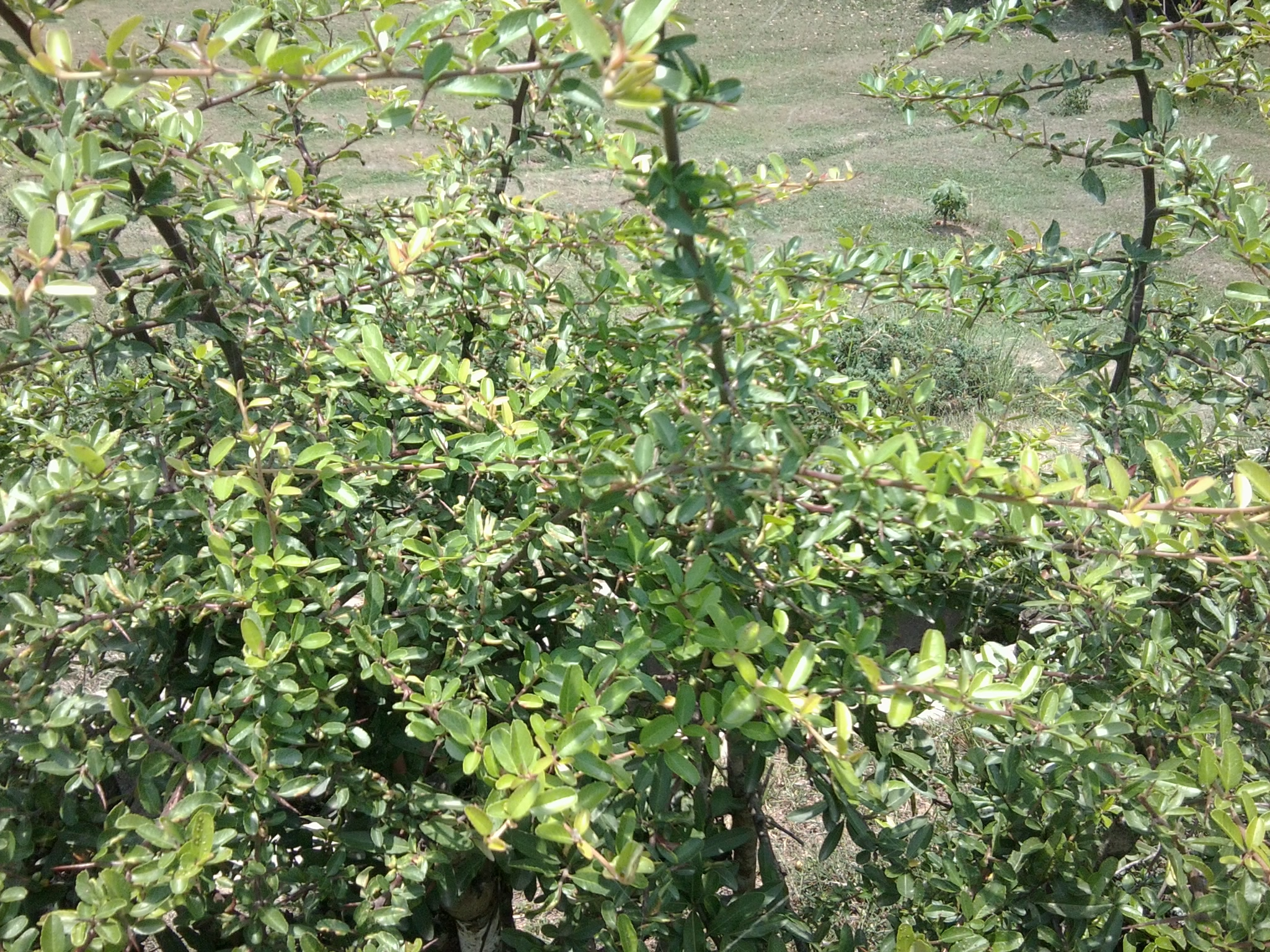
Vista de la planta

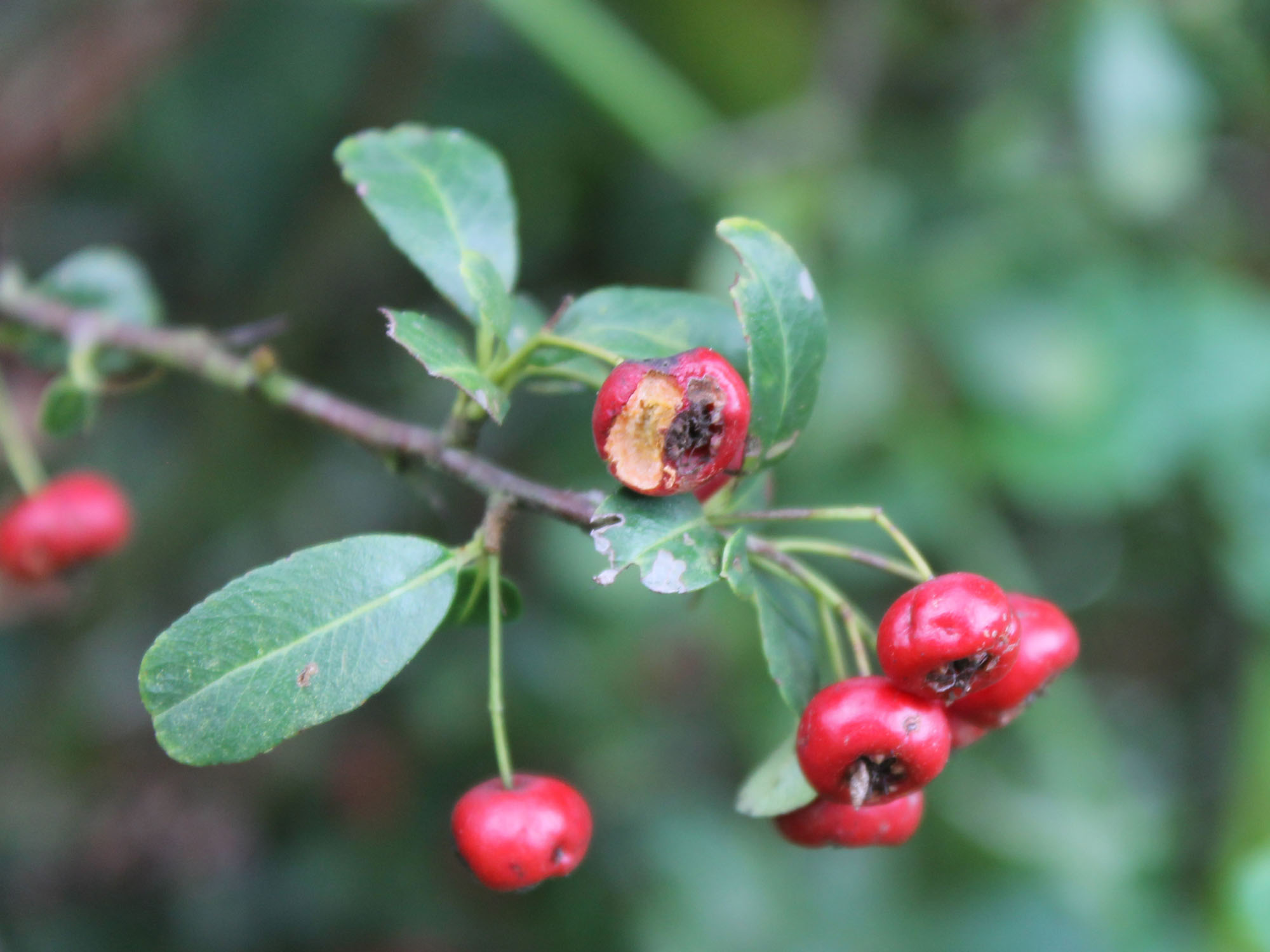
Frutos

## Descripción
Es un arbusto o pequeño árbol, que alcanza un tamaño de 5 m de altura, con ramas espinosas. Las ramas de color marrón oscuro cuando son viejas, pubescentes inicialmente y oxidadas, glabras en la vejez. Pecíolo de 3-6 mm, glabros, la lámina de la hoja oblonga u oblanceolada, rara vez ovado-lanceoladas, de 2-7 × 0.8-1.8 cm, glabras en ambas superficies, base anchamente cuneada o levemente redondeada, margen crenulado, el ápice agudo u obtuso. La inflorescencia en corimbo de 3-5 cm de diámetro, con muchas flores. Flores de 6-9 mm de diámetro. Hipanto campanulado, glabro. Sépalos triangulares, 1-1.2 mm, glabros abaxialmente. El fruto es un pomo de color rojo anaranjado cuando está maduro, casi globoso, de 3-8 mm de diámetro;. Sépalos erectos persistente. Fl. mar-mayo, fr. agosto-noviembre.

## Distribución y hábitat
Se encuentra en las pendientes, bordes de carreteras, los lados de arroyos, entre los arbustos, en lugares verdes en los valles, entre 700 y 2500 metros, en Gansu, Guangdong, Guangxi, Guizhou, Hubei, Hunan, Jiangsu, Jiangxi, Shaanxi, Sichuan, Xizang, Yunnan en China y en Bután, India, Cachemira, Birmania y Nepal.

## Taxonomía
Pyracantha crenulata fue descrita por (David Don) Max Joseph Roemer y publicado en Familiarum Naturalium Regni Vegetabilis Monographicae 3: 220, en el año 1847.
Etimología
Pyracantha: nombre genérico que deriva de las palabras griegas: pyr para "fuego" y akantha para "espinas" en referencia al color de los frutos y las espinas.
crenulata: epíteto latíno que significa "crenada, con pequeños dientes redondeados"
Sinonimia
- Cotoneaster crenulatus  (D.Don) K.Koch
- Crataegus crenulata  Roxb.
- Mespilus crenulata  D.Don[6][7]